# Knölsmörblomma
Knölsmörblomma (Ranunculus bulbosus) är en växtart i familjen ranunkelväxter. Den förekommer naturligt från Europa (Sverige) till Cypern, norra Turkiet och Kaukasus, samt norra Afrika.

## Underarter
Två underarter erkänns, subsp. bulbosus och subsp. aleae. Den senare förekommer i södra Europa och i Nordafrika.

## Sorter
- 'Pleniflorus' ('Speciosus Plenus' ) - är fylldblommig och odlas som trädgårdsväxt.

## Synonymer
subsp. bulbosus
Ranunculastrum albonaevum Fourr. nom. inval.
Ranunculastrum bulbiferum Fourr. nom. inval.
Ranunculastrum bulbosum (L.) Fourr.
Ranunculastrum sparsipilum Fourr. nom. inval.
Ranunculastrum valdepubens (Jord.) Fourr. nom. inval.
Ranunculus albonaevus Jord.
Ranunculus bulbifer Jord.
Ranunculus bulbosus subsp. bulbifer Neves 	
Ranunculus bulbosus subsp. valdepubens (Jord.) P.Fourn.
Ranunculus bulbosus subsp. sparsipilus (Jord.) P.Fourn.
Ranunculus bulbosus subsp. dissectus (Babey) P.Fourn.
Ranunculus bulbosus subsp. bulbifer (Jord.) P.Fourn.
Ranunculus bulbosus subsp. albinaevus (Jord.) P.Fourn.
Ranunculus bulbosus  proles albonaevus (Jord.) Bonnier
Ranunculus bulbosus  proles bulbifer (Jord.) Rouy & Foucaud
Ranunculus bulbosus  proles dissectus (Babey) Rouy & Foucaud
Ranunculus bulbosus  proles sparsipilus (Jord.) Rouy & Foucaud
Ranunculus bulbosus  proles valdepubens (Jord.) Rouy & Foucaud
Ranunculus bulbosus var. multifidus N.H.F.Desp.
Ranunculus bulbosus var. multiplex N.H.F.Desp.
Ranunculus bulbosus var. osiae P.Monts.
Ranunculus bulbosus var. platycaulis N.H.F.Desp.
Ranunculus dissectus Babey
Ranunculus laetus Salisb.
Ranunculus rapaceus Bubani nom. illeg.
Ranunculus sennenii Pau
Ranunculus sparsipilus Jord.
Ranunculus valdepubens Jord.
subsp. aleae (Willk.) Rouy & Foucaud 
Ranunculus adscendens Brot.
Ranunculus aleae Willk.
Ranunculus broteri Freyn
Ranunculus bulbosus subsp. adscendens (Brot.) Neves
Ranunculus bulbosus subsp. broteroi (Freyn) Vasc.
Ranunculus bulbosus subsp. cacuminalis (G.López) Muñoz Garm.
Ranunculus bulbosus subsp. gallecicus (Freyn) P.W.Ball & Heywood
Ranunculus bulbosus var. aleae (Willk.) Burnat
Ranunculus bulbosus var. cacuminalis G.López
Ranunculus bulbosus var. dentatus Freyn
Ranunculus bulbosus var. meridionalis (Levier) Malinv.
Ranunculus bulbosus var. pseudoaleae Rouy ex P.Fourn.
Ranunculus eriophyllus K.Koch
Ranunculus gallecicus Freyn
Ranunculus heucherifolius C.Presl
Ranunculus neapolitanus subsp. tommasinii (Rchb. ex Freyn) Vierh.
Ranunculus neapolitanus Ten.
Ranunculus occidentalis Freyn nom. illeg.
Ranunculus palustris Sm.
Ranunculus tommasinii Rchb. ex Freyn